# 채린 (1988년)
채린(본명: 김수진, 1988년 8월 23일)은 대한민국의 가수이다.

## 생애
2007년 10월에 결성된 대한민국의 3인조 여성 음악 그룹인 브랜뉴데이(Brand New Day)에 소속되어 오랜 준비 기간을 걸쳐 2009년 1월에 브랜뉴데이 EP 앨범 Lady Garden으로 정식 데뷔한 보컬 가수이다. 현재 그룹은 해체된 상태이다. 〈살만해〉와 〈마스카라〉 등의 노래로 사람들에게 주목을 받았다. 현재 호원대학교 실용음악학과에 재학 중이다. 2019년에 솔로로 데뷔했으며 현재는 수지니라는 예명으로 활동하고 있다.